# Subira
Subira è un cortometraggio del 2007 diretto da Ravneet "Sippy" Chadha, prodotto in Kenya e presentato al 28º Festival del Cinema Africano di Verona. Sul film è basato il primo lungometraggio della regista, anch'esso intitolato Subira.

## Trama
Una ragazzina musulmana di nome Subira rifiuta di sposarsi.